# Neophascogale lorentzi
Neophascogale lorentzii là một loài động vật có vú trong họ Dasyuridae, bộ Dasyuromorphia. Loài này được Jentink mô tả năm 1911.